# Smilax guiyangensis
Smilax guiyangensis là một loài thực vật có hoa trong họ Smilacaceae. Loài này được C.X.Fu & C.D.Shen miêu tả khoa học đầu tiên năm 1997.